# Thierry Lhermitte
Thierry Lhermitte (* 24. listopadu 1952 Boulogne-Billancourt, Hauts-de-Seine) je francouzský divadelní a filmový herec, známý zejména z komediálních rolí.

## Život a kariéra
Byl jedním ze zakladatelů komediální skupiny Le Splendid, spolu s Michelom Blancom, Christianem Clavierem a Gérardem Jugnotem.
Hrál v několika úspěšných filmech, známá je zejména jeho spolupráce s Philippe Noiretem ve filmech Prohnilí (1984) a Prohnilí proti prohnilým (1990). S Noiretem se setkal ještě později například ve filmu Tango.

## Filmografie (výběr)

### Celovečerní filmy
- 1974 : Buzíci (Les Valseuses), režie Bertrand Blier
- 1974 : Ať začne slavnost... (Que la fête commence...), režie Bertrand Tavernier
- 1975 : Krást se musí umět (C'est pas parce qu'on a rien à dire qu'il faut fermer sa gueule), režie Jacques Besnard
- 1978 : Dovolená po francouzsku (Les Bronzés), režie Patrice Leconte
- 1979 : Dovolená po francouzsku 2 (Les Bronzés font du sk), režie Patrice Leconte
- 1980 : Bankéřka (La Banquière), režie Francis Girod
- 1981 : Možná v příštím roce (L'Année prochaine... si tout va bien), režie Jean-Loup Hubert
- 1982 : Legitimní násilí (Légitime violence), režie Serge Leroy
- 1983 : Dědoušek se dal na odboj (Papy fait de la résistance), režie Jean-Marie Poiré
- 1984 : Prohnilí (Les Ripoux), režie Claude Zidi
- 1984 : Až do září (Until September), režie Richard Marquand
- 1985 : Mistři gagu (Les Rois du gag), režie Claude Zidi
- 1987 : Poslední léto v Tangeru (Dernier été à Tanger), režie Alexandre Arcady
- 1990 : Šeherezáda a gentleman (Les 1001 nuits), režie Philippe de Broca
- 1990 : Prohnilí proti prohnilým (Ripoux contre ripoux), režie Claude Zidi
- 1991 : Podtrženo, sečteno! (La Totale!), režie Claude Zidi
- 1991 : Ďáblovo pokušení (Un piede in paradiso), režie Enzo Barboni
- 1992 : Zebra (Le Zèbre), režie Jean Poiret
- 1993 : Tango (Tango), režie Patrice Leconte
- 1994 : Pomsta jedné plavovlásky (La Vengeance d'une blonde), režie Jeannot Szwarc
- 1996 : Má žena mě opustila (Ma femme me quitte), režie Didier Kaminka
- 1998 : Blbec k večeři (Le Diner de cons), režie Francis Veber
- 2001 : KOndoMEDIE (Le Placard), režie Francis Veber
- 2002 : Soukromé záležitosti (Une Affaire privée), režie Guillaume Nicloux
- 2003 : Superprohnilí (Ripoux 3), režie Claude Zidi
- 2008 : Náš nelítostný svět (Notre univers impitoyable), režie Léa Fazer

### Televize
- 2002 : Mladý Casanova (Le Jeune Casanova), televizní film, režie Giacomo Battiato
- 2010 : Le Grand restaurant (Le Grand restaurant), televizní film, režie Gérard Pullicino